# Pluvialperioder
Pluvialperioder (av latinets pluvia: regn) betecknar regnrika perioder i områden som legat utanför de nedisade områdena i Nordeuropa, Sibirien och Nordamerika, och i nutiden är regnfattiga. I områden på lägre breddgrader framkallades pluvialperiod av kvartärtidens temperatursänkning, medan denna på högre breddgrader gav upphov till glaciärer och nedisning. 
Pluvialperioderna, som således motsvarar de högre breddgradernas isperioder, har efterlämnat spår i Algeriet, Egypten och Israel m. fl. afrikanska och asiatiska Medelhavsländer. De markeras av högt belägna strandlinjer och sötvattensavlagringar i nutida sjöbäcken såsom Tchadsjön och Kaspiska havet.